# Herbert E. Huppert
Herbert Eric Huppert (* 26. November 1943 in Sydney) ist ein australischer Geophysiker. Er ist seit 1989 Gründungsdirektor des Instituts für theoretische Geophysik an der Universität Cambridge und dort Professor für theoretische Geophysik.
Er ist für Arbeiten über geophysikalische Hydrodynamik bekannt, sowohl in Atmosphäre, Ozean als auch zum Beispiel bei Turbiditen, pyroklastischen Flüssen und Rutschungen, Flüsse in porösen Medien, Dynamik von Vulkanausbrüchen. Er befasst sich mit Phasenübergängen von flüssiger zu fester Phase und Eisbildung in Antarktis und Arktis.
Huppert studierte an der Universität Sydney angewandte Mathematik mit dem Bachelor-Abschluss 1963, war 1964 an der Australian National University und ab 1965 an der University of California, San Diego, wo er 1968 promoviert wurde. Danach war er an der Universität Cambridge am DAMTP (Department of Applied Mathematics and Theoretical Physics). Zunächst 1968/69 als ICI Research Fellow, ab 1970 als Assistant Director of Research, ab 1981 als University Lecturer und ab 1988 als Reader in Geophysikalischer Dynamik und ab 1989 als Professor für theoretische Geophysik. Huppert war von 1991 bis 1996 außerdem Mathematikprofessor an der University of New South Wales, wo er auch seit 2012 Professor ist.
1987 wurde er Fellow der Royal Society und er war von 2001 bis 2003 in deren Rat und seit 2002 in deren Arbeitsgruppe über Bioterrorismus. 2020 erhielt er mit der Royal Medal eine ihrer höchsten Auszeichnungen. 2011 hielt er die Bakerian Lecture der Royal Society und 2006 erhielt er deren Wolfson Merit Award. Seit 1970 ist er Fellow des King’s College in Cambridge. 2005 erhielt er den Arthur-L.-Day-Preis. Er ist Fellow der American Geophysical Union und der American Physical Society. 2007 erhielt er die Murchison-Medaille, 2011 wurde er zum Mitglied der Academia Europaea gewählt.
Huppert war von 1994 bis 1999 Mitherausgeber von Philosophical Transactions of the Royal Society A, von 1997 bis 2000 von Reports on Progress in Physics und von 1971 bis 1990 des Journal of Fluid Mechanics. Er erhielt einen Ehrendoktor (Sc.D.) in Cambridge.
Seine Frau Felicia Huppert (Heirat 1966) ist Psychologie-Professorin in Cambridge. Er hat zwei Söhne, einer davon (Julian) ist Parlamentsmitglied für Cambridge.